# Valeria Spaelty
Valeria Spaelty, née le 24 juin 1983 à Glaris, est une joueuse suisse de curling notamment médaillée d'argent aux Jeux olympiques d'hiver de 2006.

## Carrière
Pendant sa carrière, Valeria Spaelty participe cinq fois aux championnats d'Europe où elle remporte l'or en 2008, l'argent en 2004 et en 2005 et le bronze en 2006. Elle participe une fois aux Jeux olympiques, en 2006 à Turin en Italie, avec Binia Feltscher-Beeli, Manuela Kormann, Michèle Moser et Mirjam Ott. Elle est médaillée d'argent après une défaite en finale contre les Suédoises. Elle prend également part à trois éditions des championnats du monde où elle gagne le bronze en 2008.